# Santa Rosa (metropolitana di Barcellona)
Santa Rosa è una stazione della Linea 9 Nord della metropolitana di Barcellona. È situata nel territorio del comune di Santa Coloma de Gramenet e serve il quartiere di Santa Rosa. La stazione è situata a 32 metri di profondità ed è di tipo "a pozzo", con un solo accesso dalla nuova Plaça Santa Rosa, realizzata insieme alla stazione, fra Carrer d'Irlanda, Dalt de Banús e l'Avinguda de Santa Coloma.
La previsione di apertura iniziale era fissata per l'anno 2004, in seguito posticipata al 2008. La stazione si trova sulla prima tratta di 3,9 km che entrò in servizio il 13 dicembre 2009 ma fu l'unica a non essere inaugurata insieme alle altre in quanto non ancora terminata. I lavori di realizzazione hanno richiesto infatti più tempo perché si rese necessario trovare una nuova sistemazione per le famiglie coinvolte nella demolizione degli edifici, prevista per creare lo spazio per la costruzione del pozzo di accesso e in seguito della nuova piazza di Santa Rosa. La stazione fu inaugurata infine il 19 settembre 2011.

## Accessi
- Plaça de Santa Rosa